# Массімо Колачі
Массімо Віто Колачі (італ. Massimo Vito Colaci, нар. 21 лютого 1985, Гальяно-дель-Капо) — італійський волейболіст, ліберо, срібний призер Олімпійських ігор 2016 року, гравець італійського клубу «Сір Сафети Умбрія Воллей» з м. Перуджі.

## Виступи на Олімпіадах
| Олімпіада           | Дисципліна | Місце |
| ------------------- | ---------- | ----- |
| Ріо-де-Жанейро 2016 | волейбол   | 2     |